# KEIYOGINKO POWER COUNTDOWN JAPAN HOT 30
KEIYOGINKO POWER COUNTDOWN JAPAN HOT 30（けいようぎんこう・パワー・カウントダウン・ジャパン・ホットサーティ、略称"パワカン"）は、bayfmにて毎週土曜日15:00 - 17:51に放送されていた看板番組の一つ。
現在は浦安市舞浜のイクスピアリ内にあるサテライトスタジオ、「スタジオイクスピアリ」（2F・シアター・フロント）から公開放送されており、スタジオ内の映像をUstreamを使って視聴することができる。
なお、回線不調などのトラブルや、荒天などによりゲストやリスナーの帰路の安全確保ができない場合は、イクスピアリからの公開生放送を取りやめ、千葉市の本社「スタジオマリヴ」からの非公開生放送に切り替えていた。なお、後継番組のPOWER COUNTDOWN REALでも、イクスピアリでの生放送を実施していたが、2019年3月30日の放送で、スタジオイクスピアリからの公開生放送を終了している。パワカンでのbayfmスタジオマリブからの生放送は、バッキー時代以来となる。

## 概要
bayfm開局以来放送される、邦楽専門カウントダウン番組である。
放送開始から2014年12月までの初代DJはバッキー木場で、この時代は"どこよりも正確に・そしてパワフルに" を合言葉としていた。
番組開始当時は金曜日の19:00〜の2時間枠 であった。それから現在の土曜日枠に移り、しばらくした後、日産自動車がメインスポンサーになり、番組タイトルもNISSAN POWER COUNTDOWN JAPAN HOT30（ニッサン・パワー・カウントダウン・ジャパン・ホットサーティー）となった。日産提供時代は2ヶ月に一度、日産・マーチ（のちにルキノに変更） のプレゼントコーナーもあった。
その後、日産がスポンサーから外れ、そのまま冠スポンサーがない状態が続いたが、NECが冠スポンサーになり、番組タイトルもNEC POWER COUNTDOWN JAPAN HOT30（エヌイーシー・パワー・カウントダウン・ジャパン・ホットサーティー）となった。特番実施時には同社製のノートパソコンなどをプレゼントすることもあった。2010年4月にNECがスポンサーから撤退。同時に一部を除く番組ジングル、ウェブサイト、モバイルサイトがリニューアルした。2011年4月からは京葉銀行が冠スポンサーを担当している。
これまでは、番組のコーナー「Bucky's Room」のコーナーのみ、オンデマンド配信しており、番組中はライブ配信、その後も1週間視聴できていた。2010年4月からは、Ustreamを使って放送時間中のスタジオ内の映像を視聴できるようになった。
放送中の写真撮影、録画、録音は禁止されている。

### バッキー、パワカン引退宣言
2014年12月6日放送のエンディング中、1989年10月のbayfmの開局と同時に番組がスタートしたこと、25周年を迎えたことを前置きしたうえで、12月27日の放送をもって、バッキー木場が引退することが発表された。バッキーの担当期間は25年3か月。
12月27日の放送で、2015年1月3日より2代目DJとして森久保祥太郎が就任することが発表された。
森久保就任後の合言葉は"土曜午後は森久保SHOW TIME!!"。
バッキー降板後の2020年4月に開始した「9の音粋」でレギュラーを勤めている藤田太郎が、当番組（バッキー時代）のリスナーであったことを自身の番組内で明かしている。さらに、当番組の初回の第一位の楽曲である工藤静香の「黄砂に吹かれて」もオンエアしていた。

### パワカン大リニューアルへ
2017年3月4日放送のエンディング中、2017年4月から番組が大幅リニューアルされることを発表し、3月25日の放送をもって、森久保が番組を卒業することが発表された。森久保の担当期間は2年3か月。
同タイトルでの放送は2017年3月25日で終了。翌4月1日からは略称「パワカン」を残し、DJに小島嵩弘と麻生夏子、レポーターに三田寺理紗を据えて『POWER COUNTDOWN REAL』（パワー・カウントダウン・リアル）へと模様替えすることになった。
新番組では「オリコン・ウィークリーシングルTOP10」と「Billboard Hot100・TOP10」、三田寺が町中の人々に今聴いている音楽を聴いていく「イヤホン引っこ抜き隊」（10月に「ミュージックパトロール」に変更）などで構成され、よりリアルを追及する企画で送る。
なお、森久保は当番組が終了した約2年後に、後継番組のPOWER COUNTDOWN REALにbuzz☆Vibes&ZAQとして、ゲスト出演していて、現パワカンDJと旧パワカンDJのトークをするという現象も発生していた。
さらに、2019年10月からの「POWER COUNTDOWN REAL」では、当番組のディレクターであった人（愛称ナベ）が担当する様になり、番組内容も当番組と同じような雰囲気にリニューアルされている。エンディングはThe Go! Teamの「Junior Kickstart」となっており、こちらは、2017年3月で降板した森久保時代の初期の内容と同じ曲だと思われる。

## 年間チャート
スポンサーが無い放送分は、スポンサーに代わって、年号を入れる。（例：1989 GRAND COUNTDOWN HOT HOT 100）
半年に一度、洋楽と2本立ての特別番組"SUPER COUNTDOWN HOT HOT 100"（スーパー・カウントダウン・ホット・ホット・ワンハンドレッド）も放送されていた。なお、当番組は、2011年度で終了。
1年に一度、洋楽版との2本立て特別番組"GRAND COUNTDOWN HOT HOT 100"（グランド・カウントダウン・ホット・ホット・ワンハンドレッド、略称"グラカン"）という特別番組も放送されている。
DJは、洋楽ゲストはのALAN Jとバッキー木場が務め、大まかに10曲に区切り、洋楽→邦楽をカウントダウンする。
なお、2012年以降の大晦日は邦楽版のみとなり、"GRAND COUNTDOWN JAPAN HOT HOT 100"（13:00-18:50。略称はおなじく"グラカン"）として放送（2016年度は13:00-17:50）。
HOT HOT 100の通常版「POWER COUNTDOWN JAPAN HOT 30」が2017年3月25日で放送を終了したため、同タイトルは2016年度で終了。2017年度より、年間チャートは、オリコンとビルボードジャパンのベスト30をカウントダウンする「KEIYOGINKO GRAND COUNTDOWN REAL」に変わる。
なお、これらの場合はスタジオマリヴからの非公開放送であり、後番組へも引き継がれている。
洋楽版は「COUNTDOWN RADIO」年内最後の放送で年間チャートを放送していたが、2024年9月の放送をもって洋楽版は放送終了している。
2014年度のみ、"bayfm 25th anniversary KEIYOGINKO 2014 bayfm YEAR-END PREMIUM PARTY"（13:00-19:57 DJ:ALAN J／門脇知子／小島麻子）として、全く違う形式で2014年の音楽を振り返る特番を放送。

## 2018年度の特番
毎年大晦日に放送される年跨ぎ特別番組を2018年も放送。今年は、平成最後に伴い、平成の30年間の音楽、サウンドを振り返る特別番組として、2018年12月31日19:00~24:05まで"平成 ALL POWER COUNTUP! HOT30"（へいせい・オール・パワー・カウントアップ・ホットサーティー）を放送。約1年9ヶ月ぶりに「HOT30」というタイトルが復活した。DJは当番組の代打を勤めたこともある伊津野亮と田中美和子。なお、年間チャートは引き続きKEIYOGINKO GRAND COUNTDOWN REAL。

## ピンチヒッターDJ
バッキー体調不良の際のピンチヒッター。
- 伊津野亮（2011年7月30日、通称：「わたしだけのボッキー伊津野」。bayfm全体では「OYAZI」（オヤジ）も使われる）
- 春原佑紀（2011年8月6日、通称：「今日だけのユッキー春原」）

この2週間はバッキーが喉を痛めたため。伊津野の回では「体調不良」のみの発表だった。春原の回で喉を痛めたことを発表。喉は回復したが、ドクターストップがかかっていることも同時に公表された。バッキーが番組を休むことは番組歴史史上初である。
森久保欠席時のピンチヒッター。
- 春原佑紀（2015年1月31日。森久保が当日イベント[11] があるため。通称「(HOTEL MORIKUBOの)パート従業員」。）
- 伊津野亮（2015年2月28日。森久保が急性膵炎による体調不良[12] のため。通称「黒久保亮太郎」、「(HOTEL MORIKUBOの)裏支配人」。）
- 島村幸男（2015年12月12日、12月19日、2016年1月16日、3月12日。森久保が12日に神戸での、19日に両国でのライブコンサートが、1月16日は埼玉でアイドル関連のイベント[11] が、3月12日は第10回声優アワード授賞式に出席したため。通称「代打の神様」、「(HOTEL MORIKUBOの)ルームメーク係」。）
- 八代拓（2016年12月10日、12月24日。森久保が10日に神戸での、24日に両国でのライブコンサートのため。通称「(HOTEL MORIKUBOの)支配人見習い」。）

## 番組内容
「COUNTDOWN JAPAN」とあるようにJ-POPの最新ヒット30曲を紹介していきながらゲストを迎えたり、リスナーメッセージを紹介する生放送番組。バッキーや森久保は放送中もスタジオ前のリスナーとコミュニケーションをとっている。
イクスピアリのスタジオでは多くの音源を続けざまに出すことができないため、フラッシュでのカウントダウン（バッキー時代は"COUNT DOWN SHUFFLE"と呼称）音源はあらかじめ収録しておき、それを流している。
30位 - 4位の間は、曲のサビと曲目、ランクアップ・ダウンのみを発表しつつ新曲やヒット曲を中心にピックアップして流す。森久保はここに様々な情報を盛り込んでいる。上位3曲はすべて2〜3分程曲を流す。
土曜昼の各番組としては珍しく、歌謡曲や、アニソン（番組タイアップ・声優）も流れる。このあたりはオリコンチャートをオンエアする「NACK5 FUNKY FRIDAY」も似たものがある。
また、番組の区切りとして約20 - 30分おきにUpdates（bayfmの情報ゾーンのこと）が入っている。
この他、毎回テーマを設けて（2014年7月以降は特にテーマを設けず「あなたの今を教えてください」をテーマとしていた）、FAX・e-mailによりリスナーよりメッセージを募集し、番組内で紹介している。
バッキー版と森久保版の相違点
- チャート集計
  - バッキー時代は、全国2000店舗のレコードショップの実売データを集計、プラネット社のオンラインネットワークHOT100チャートをもとにbayfm独自の構成によってTOP30をカウントしていた。独自の構成にする理由として、プラネットのオンラインチャートは、同じCDでも初回限定版・通常版…とランキングをはじき出すため。また、アルバムチャートはTOP20をカウントする。1位か上位曲を1つのみ流す。さらに、新曲紹介もする。
  - 森久保に代わってからは「オリコン週間シングルランキング」「Billboard JAPAN Hot 100」をもとに、bayfmでのオンエアとリクエストをすべて集計したチャートとなっている。なお、アルバムチャートやダウンロードチャートは廃止となり、「パワカンホットチャート」として発表するようになった。
- ツイッターの稼働
  - 森久保が登板してから本格的にツイッターを稼働させている。放送前にサザエさん風の予告動画を流す。放送中も「#パワカン」のツイートを読み上げることもある。また、番組ではAD北島がおもに番組からの呟きを担当している。
- ジングル
  - バッキー時代までは洋楽版と同じジングルだったが、森久保登板からパワカンオリジナルのジングルにリニューアル。[14]

### タイムテーブル

#### 森久保時代
| 時刻        | 放送内容                        | 備考 |
| ----------- | ------------------------------- | --- |
| 15:00       | オープニング                    | 番組のオープニングジングル、そして森久保のトークと入る。ジングルに使われていたのは80kidz演奏の「Weekend Warrior」（アルバム「Weekend Warrior」収録）。 |
|             | Hot chart(1)                    | チャート30位から順次フラッシュで紹介し、初登場・再登場の曲などをピックアップしてオンエアする。 ここでパワカンノベルティがプレゼントされるクイズを実施する。TOP10のうちのどこかにチャートインするアーティストを当てる。その順位のみをオープニングで発表し、15時台前半のTraffic Updates、15時台エンディング、16時台エンディングでそれぞれヒントを出す。 |
| 15:23       | Traffic Updates                 | 交通情報 |
| 15:27       | メッセージ紹介                  | |
| 15:30       | Hot chart(2)                    | チャートの続き。構成は(1)と同じ。 |
|             | SPECIAL                         | タイトルコール等はない。その日その時に合わせて様々な音楽を流したり、アーティストコメントをオンエアするなどをする"NOWなミュージック"コーナー。なお、第1週目の新譜紹介については固定で放送。 これまでは"Hot chart(2)"の前に放送していたが、2015年7月に入れ替えた。                                                                                      |
| 15:56       | Weather Updates Traffic Updates | 天気予報 交通情報 |
| 16:00       | HOTEL MORIKUBO                  | "Bucky's Room"の後継ぎとなるゲストコーナー。AD曰く「ばっちりガッツリな今をときめくアーティストが集まるところ」。出演したゲストにはホテルよろしく「ルームナンバー」があたえられる。 |
| 16:28       | Traffic Updates                 | 交通情報 |
| 16:30       | Hot chart(3)                    | チャートの続き。構成は(1)と同じ。 |
| 16:53 16:55 | Airline Updates Traffic Updates | 成田空港発着情報 交通情報 |
| 17:00       | Hot chart(4)                    | シングルTOP10。 |
|             | Hot30 Annex                     | 31〜100位の中から森久保が気になった曲をピックアップする。かつては"Special (2)"としていたが2015年4月よりspecialは15時台に集約した。 2016年9月よりHot chartのTOP10にシャッフルを加えたうえで縮小しこの時間に紹介するようになった。 |
| 17:26       | Hot chart(5)                    | シングルTOP3。 |
| 17:45       | エンディング                    | エンドトーク＆スポンサー読み。ザ・ゴー!チームの「Bust-out Brigade」（アルバム「ROLLING BLACKOUTS」収録）をエンドレスバージョンにしたものがエンディングに流れる。 |

#### バッキー時代（2014年11月時点）
Updatesに入る前にUpdates後の30分間の番組内容を紹介。そしてバッキー木場の「Coming up next...」のコメント後にUpdatesに入る。
| 時刻              | 放送内容                                       | 備考 |
| ----------------- | ---------------------------------------------- | --- |
| 15:00             | オープニング                                   | 番組のオープニングジングル、そしてバッキー木場のトークと入る。 "NEW DISC REVIEW"が直後に来るまでは「お相手はもちろん、あなただけの…Bucky木場ですっ!」を加えていた。 |
|                   | NEW DISC REVIEW                                | 2013年7月より番組冒頭コーナーへ移動。次週以降のチャートや音楽界を賑わせるであろう楽曲を紹介する。その後提供クレジット、CMへと入る。 15時台後半の時代はまず「NEW DISC SHUFFLE」として4曲フラッシュで流しそのあとに1曲をピックアップしており、曲の中には「Bucky's Room」出演ゲストの楽曲が必ず入っていた。                                                                                                   |
|                   | Single chart(1)                                | シングルチャート30位から順次フラッシュで紹介し、初登場・再登場の曲などをピックアップしてオンエアする。 |
| 15:23             | Traffic Updates                                | 交通情報 |
| 15:27             | メッセージ紹介                                 | |
| 15:30             | Single chart(2)                                | シングルチャートの続き。構成は(1)と同じ。 |
|                   | DOWNLOAD HOT 10                                | 2010年10月2日分から開始。music.jpの週間ダウンロードチャートTOP10のフラッシュ（COUNT DOWN SHUFFLE）と、その中で最もホットな曲を流す。なお、「Bucky's Room」が2部構成の場合は、この枠で放送されていた「NEW DISC REVIEW」でダウンロードチャートを発表していた。年内最初の放送は通常チャートはお休みし、「Single Chart(2)」の枠を含めて前年度年間チャートを紹介。TOP3は1〜2コーラス、それ以降はSHUFFLEで紹介。 |
| 15:56             | Weather Updates Traffic Updates                | 天気予報 交通情報 |
| 16:00             | Bucky's Room                                   | 番組の目玉となるゲストコーナー。「WELCOME TO THE Bucky's Room!!」というバッキー木場の叫びでスタートする。ゲストを毎週1・2組スタジオに招待する。 |
| 16:28             | Traffic Updates                                | 交通情報 |
|                   | パワカン TIME TRIP                             | 2013年7月6日分から。1989年の開局から放送されている当番組のチャートから「とある日の放送のTOP5」をSHUFFLEで紹介し、世相などの情報を加えて届けるというもの。 基本的にはリスナーの希望にそって流すが場合によってはBucky's Roomのゲストやバッキー自身のリクエストを流すこともある。 2014年からは1989年以降にとわられることなく「リスナーの想い出の曲とエピソード」という形でもリクエストを受け付けている。      |
|                   | ALBUM HOT10                                    | アルバムチャート。チャートの発表形式はシングルチャートとほぼ同じ。ただし、ピックアップするのは最上位にランクインしたニューエントリーアルバム をピックアップすることが多い。もともと15時台後半であったが、2013年7月からこの時間に枠移動した。 2014年2月1日までは「ALBUM HOT20」であったが翌8日から上位10枚の紹介へと変更されている。                                                                        |
| 16:51 16:53 16:55 | Airline Updates JOGV Powerplay Traffic Updates | 成田空港発着情報 パワープレイ 交通情報 |
| 17:00             | Single chart(3)                                | シングルTOP10。ここからは全ての曲において1〜2コーラス放送。 |
| 17:45             | エンディング                                   | バッキー木場のエンドトーク。 最後に、「お相手は、あなただけの…Bucky木場、でした!」と加え、スポンサー読みをする。 |

## リスナーへのプレゼント
- テーマメッセージ[21]

メールやファックスは番組で随時紹介し、抽選でBucky's Roomに来たアーティストのオリジナルグッズをプレゼント。バッキー木場お気に入りのメッセージにはステッカーが、また最も受けがよかったものにはオリジナルのマルチライトとTシャツ（その前はコンパクトスピーカー）が贈られる。
2015年1月からはツイッターも稼働。ハッシュタグ「#パワカン」がついたコメントを読むこともある
- パワカン待ち受けクイズ（2010年3月まで）

ひと月通じて出題される問題は同じだが、毎週答えが変わるクイズ。答えはパワカン携帯公式サイトの待ち受けFlashを見ればわかるのだが、見られないリスナーへの配慮から17時台の頭でヒントを出す。
- ズンズン倍倍クイズ略してズン倍クイズ（放送終了時期不明）

シングル関連のものやバッキー木場に関する問題を出題され、ポイント（バッキー・ポイント）をもらい、毎月抽選で1名にNECのノートパソコンをプレゼント。余談だが、「ずんばい」とはバッキー木場の出身地の鹿児島県の方言で「たくさん」という意味がある。
- バッキーQ（2006年3月まで）

2つのシングル関連と1つのバッキーに関わる曲を出題。抽選で3名に音楽ギフト1万円分プレゼント。

## 公式サイト
- POWER COUNTDOWN JAPAN HOT30（森久保版）
- POWER COUNTDOWN JAPAN HOT30（バッキー版）

| bayfm 土曜日15:00~17:51 | bayfm 土曜日15:00~17:51      | bayfm 土曜日15:00~17:51 |
| 前番組                  | 番組名                       | 次番組                  |
| ----------------------- | ---------------------------- | ----------------------- |
| -                       | POWER COUNTDOWN JAPAN HOT 30 | POWER COUNTDOWN REAL    |

| bayfm 毎年12月最終週13:00~17:50 | bayfm 毎年12月最終週13:00~17:50                         | bayfm 毎年12月最終週13:00~17:50 |
| 前番組                          | 番組名                                                  | 次番組                          |
| ------------------------------- | ------------------------------------------------------- | ------------------------------- |
| -                               | GRAND COUNTDOWN HOT HOT 100 SUPER COUNTDOWN HOT HOT 100 | KEIYOGINKO GRAND COUNTDOWN REAL |